# Жозуэ (1990)
Жозуэ Филипе Соареш Пешкейра (порт. Josué Filipe Soares Pesqueira; род. 17 сентября 1990, Эрмезинде) — португальский футболист, полузащитник.

## Клубная карьера
Родился в Эрмезинде, в округе Порту. Присоединился к системе молодёжной команды «Порту» в возрасте девяти лет. Свои первые два взрослых сезона провёл, катаясь по арендам сначала в Португалии, играя в Сегунде, а потом был небольшой визит в Нидерланды в ВВВ-Венло.

### «Пасуш-де-Феррейра»
В 2011 году был отдан в аренду в «Пасуш де Феррейра». Дебютировал в Чемпионате Португалии под руководством Энрике Калишту 17 сентября в игре против «Насьонала». Свой единственный гол в первом сезоне провёл в ворота «Эшторила» в Кубке португальской лиги с пенальти. В общей сложности отыграл 23 матча с учётом Кубка Португалии и Кубка Португальской Лиге. Неутвердительные результаты, а именно десятое место «бобров» заставили руководство клуба отказаться от услуг Энрике Калишту.
На смену ему пришёл молодой и амбициозный Паулу Фонсека. Во второй сезон в составе «бобров» принял участие в 23 матчах Чемпионата. В Кубке португальской лиги, Жозуэ в пяти матчах отметился одним голевым выстрелом, а вот в Кубке Португалии в пяти проведённых встречах отметился четырьмя забитыми мячами.
Именно под руководством Фонсеки, Жозуэ не только начал прогрессировать, но и привлёк к себе внимание скаутов многих клубов Европы. А его великолепная игра позволила «Пасуш-де-Феррейра» занять историческое третье место в Чемпионате, и пробиться в квалификацию Лиги чемпионов. А сам Жозуэ удостоился премии прорыв года.

### «Порту»
Я знал, что в один прекрасный день я вернусь домой, но я никогда не думал, что это будет так скоро. Я дракон в глубине души. Этот клуб является победителем как и я.
После прекрасного сезона, «Порту» вернул Жозуэ, продлив контракт с ним на четыре года.
Свой первый гол за свой родной новый клуб футболист забил 19 августа с пенальти в ворота «Виторию» из Сетубала. В сезоне 2013-14 «драконы» провалились во всех турнирах. Единственным белым пятном для «драконов» стал Суперкубок Португалии, где «Порту» убедительно расправился с «Виторию» из Сетубала 3-0, а сам Жозуэ отыграл в том матче 27 минут.

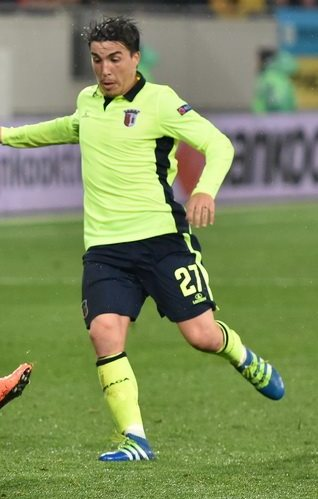
Жозуэ в составе «Браги» 2016 год

Уход Пауло Фонсеки окончательно ослабил место в основном составе футболиста. И даже неплохая игра на фоне блеклой игры всей команды не убедила нового главного тренера Хулена Лопетегуи оставить игрока в обойме клуба.

### «Бурсаспор»
Переход на правах аренды в турецкий «Бурсаспор» пошёл явно на пользу игроку. Дебютировав в Чемпионате Турции в матче с «Галатасарайем», хавбек со временем не только влюбил в себя фанатов «зелёных крокодилов», но и стал ключевым игроком основного состава у Шенола Гюнеша. А пара Фернандао-Жозуэ стала одной из самых лучших в Турецкой Лиге. Проведя полтора года в аренде в «Бурсаспоре» Жозуэ вернулся в родной клуб «Порту», где его вновь отправили в аренду. На этот раз к знакомому ему тренеру Паулу Фонсеки.

### «Брага»
Я всегда говорил, что я хотел вернуться в Португалию. Но вот я здесь, топ-клуб, который борется за все соревнования, фантастический, и это даёт мне все условия для достижения успеха. Я могу только поблагодарить всех людей, которые сделали это возможным. Брага важный клуб для португальского футбола и всегда навязывает много борьбы большой тройке.
Спасибо Паулу Фонсека за доверие. Это тот тренер, который помог моей карьере. Когда я покинул Бурсаспор. Он был первым, с кем я говорил. Я спросил его, могу ли я быть полезным для его команды. И он сказал да.

Понятно, что мне не гарантируется постоянное место в основном составе. Единственная возможность у меня будет работать больше, чем другие, потому что тренер будет требовать многого от меня.
Перейдя зимой 2016 года на правах аренды в стан «канониров» Жозуэ сразу же завоевал место в основном составе. Свой первый гол за «Брагу» полузащитник забил в ворота швейцарского «Сьона» в 1/6 финала Лиги Европы с пенальти.
 Играя ведущую роль в команде, сумел внести вклад в победу в Кубке Португалии. В финальном матче против «Порту» Жозуэ забил гол своему родному клубу, но демонстративно не праздновал его, а упав на колени и закрыв лицо руками расплакался. Сам матч закончился в основное время 2-2, а в серии пенальти были сильнее «канониры». Для самого Жозуэ этот трофей стал вторым в карьере после Суперкубка Португалии 2013 года.

### «Галатасарай»
После успешной игры за «Брагу» Жозуэ вернулся в состав «драконов», и даже прошёл весь предсезонный сбор команды с новым главным тренером команды Нуну Эшпириту Санту. Бывший вратарь московского «Динамо» не видел полузащитника в составе своей команды. Слухи отправляли футболиста в донецкий «Шахтёр» куда его мог позвать новый главный тренер «горняков» Паулу Фонсека.
Также в прессе просачивалась информация о том, что полузащитником интересуется московский «Спартак» и итальянский «Лацио». Но конкретнее всех оказался турецкий «Галатасарай», взявший игрока в аренду. Дебют за новый клуб Жозуэ состоялся в гостевой игре против «Акхисар Беледиеспор».

### В сборной
Жозуэ выступал за Португалию на юношеском и молодёжном уровнях. Его дебют за национальную сборную Португалии состоялся 11 октября 2013 года в матче против сборной Израиля. Всего он провёл четыре матча за сборную своей страны.

## Стиль игры
Жозуэ больше всего известен своей фантастической левой ногой и прекрасным видением в игры. Великолепно действуют в качестве плеймейкера. Отменно видит поле, и всегда нацелен на то чтобы сделать, тонкую и обостряющую передачу.

## Достижения
Командные
«Порту»
- Обладатель Суперкубка Португалии: 2013.

«Брага»
- Обладатель Кубка Португалии: 2015/16.

Индивидуальные
«Пасуш де Феррейра»
- Прорыв года в чемпионате Португалии: 2012/13
- Молодой игрок месяца: февраль 2012/13

## Клубная статистика
| Клуб                 | Сезон      | Соревнования               | Соревнования | Соревнования | Кубок страны | Кубок страны | Кубок Лиги | Кубок Лиги | Еврокубки | Еврокубки | Другие соревнования | Другие соревнования | Итог  | Итог |
| Клуб                 | Сезон      | Дивизион                   | матчи        | голы         | матчи        | голы         | матчи      | голы       | матчи     | голы      | матчи               | голы                | матчи | голы |
| -------------------- | ---------- | -------------------------- | ------------ | ------------ | ------------ | ------------ | ---------- | ---------- | --------- | --------- | ------------------- | ------------------- | ----- | ---- |
| Порту                | 2008-09    | Чемпионат Португалии       | 0            | 0            | 0            | 0            | 2          | 0          | 0         | 0         | —                   | —                   | 2     | 0    |
| Ковильян (аренда)    | 2009-10    | Первый дивизион Португалии | 5            | 1            | 1            | 1            | 3          | 0          | —         | —         | —                   | —                   | 9     | 2    |
| Пенафиел (аренда)    | 2009-10    | Первый дивизион Португалии | 14           | 1            | 0            | 0            | 0          | 0          | —         | —         | —                   | —                   | 14    | 1    |
| ВВВ-Венло (аренда)   | 2010-11    | Чемпионат Голландии        | 13           | 0            | 1            | 0            | —          | —          | —         | —         | —                   | —                   | 14    | 0    |
| Пасуш де Феррейра    | 2011-12    | Чемпионат Португалии       | 19           | 0            | 2            | 0            | 2          | 1          | —         | —         | —                   | —                   | 23    | 1    |
| Пасуш де Феррейра    | 2012-13    | Чемпионат Португалии       | 23           | 0            | 5            | 1            | 5          | 4          | —         | —         | —                   | —                   | 33    | 5    |
| Порту                | 2013-14    | Чемпионат Португалии       | 20           | 4            | 4            | 0            | 2          | 1          | 8         | 0         | 1                   | 0                   | 35    | 5    |
| Бурсаспор (аренда)   | 2014-15    | Чемпионат Турции           | 30           | 7            | 9            | 2            | —          | —          | —         | —         | —                   | —                   | 39    | 9    |
| Бурсаспор (аренда)   | 2015-16    | Чемпионат Турции           | 9            | 0            | 0            | 0            | —          | —          | —         | —         | 1                   | 0                   | 10    | 0    |
| Бурсаспор (аренда)   | Итог       | Итог                       | 39           | 7            | 9            | 2            | —          | —          | —         | —         | 1                   | 0                   | 49    | 9    |
| Брага (аренда)       | 2016       | Чемпионат Португалии       | 12           | 2            | 3            | 1            | 2          | 0          | 5         | 2         |                     |                     | 22    | 5    |
| Галатасарай (аренда) | 2016—н. в. | Чемпионат Турции           | 17           | 1            | 8            | 2            |            |            |           |           |                     |                     |       |      |

## Игры в сборной
| № | Дата            | Соперник   | Соревнование             | минуты |
| 1 | 6 октября 2013  | Израиль    | Отборочные матчи ЧМ-2014 | 21     |
| 2 | 11 октября 2013 | Люксембург | Отборочные матчи ЧМ-2014 | 90     |
| 3 | 15 ноября 2013  | Швеция     | Отборочные матчи ЧМ-2014 | 12     |
| 4 | 5 марта 2014    | Камерун    | Товарищеский матч        | 3      |